# 噢不! (瑪琳娜鑽石歌曲)
《噢不!》（英語：Oh No!）是收錄於威爾斯發片歌手瑪琳娜鑽石的首張錄音室專輯《傳家珠寶》(2010)的歌曲。該曲作為第四張宣傳單曲於八月2日釋出。

## 背景
在《傳家珠寶》大部分曲目完成後，瑪琳娜於洛杉磯旅行時完成了《噢不!》—專輯最後一首歌的歌詞。 她說:

「《噢不!》反映了我害怕著假如我無法實現我希望達成的的目標的心態，同時也是《Mowgli's Road》的二部曲。在我訪問各州之前，我因恐懼而感到無助，我無法抑止自己想著我行動失敗的可能性，我相信如果我的腦袋無法停止負面思考的話，我就會出現自證預言的現象。所以我把這部分的問題寫進了歌詞中。《Mowgli's Road》意在質問自我想成為甚麼樣的人，而《噢不!》則是支撐了它的作曲概念。它讓我再次感覺到睽違六個月沒體會過的自信感。總而言之，人生也不過就是結束一天時的歡笑聲罷了!」

對於歌曲的製作人格萊格·科爾斯汀，她認為:「我敬賞他的作品已經有一段時間了。我在洛杉磯時問他要不要一起寫歌，他答應了，而我們的成品非常完美。事實上，他很厲害而且好相處，我真的很喜歡他的製作風格。」
《噢不!》的器樂曲曾在英國被作為背景樂並用於宣傳E4的美國情境喜劇《宅男行不行》。2010年七月25日，瑪琳娜於英國第四台的節目《Big Brother's Little Brother》—一個分拆自播放於英國及愛爾蘭的實境節目《老大哥》的節目上表演了《噢不!》。 該曲收錄於2012年電子的遊戲舞力全開4。同時也被用於MTV系列影集《囧女珍娜》的宣傳片歌曲。

## 音樂影片
《噢不!》的影片拍攝由Kinga Burza執導。 於2010年6月10日完成拍攝。 於同年6月28日釋出。 瑪琳娜表示影片風格受到1990年卡通以及早期「zany neon」MTV標誌風格的影響。 Burza表示影片的概念擷取自《噢不!》中反映著走火入魔的著迷著消費主義、成功、金錢及名氣的歌詞。 音樂影片呈有四位舞者的舞步由大衛·雷頓精心編排。他將這個過程描述為「古怪」和「非常泡泡糖流行樂」。 影片的穿搭則由造型師賽勒絲汀‧庫妮所選擇的由克里斯多福·凱恩、亨利·霍蘭德和Ashish Soni設計的服裝。

## 曲目列表
- 英國CD單曲[9]

1. 《噢不!》 – 3:02
2. 《追星族》 (翻唱版) – 4:44

- 英國iTunes EP[10]

1. 《噢不!》 – 3:02
2. 《噢不!》 (Active Child 再編曲) – 3:53
3. 《噢不!》 (Grum 再編曲) – 4:22
4. 《噢不!》 (Steve Pitron and Max Sanna 再編曲) – 7:28
5. 《噢不!》 (Jaymo & Andy George's Moda 混音) – 4:02

- 英國黑膠唱片單曲[11]

A. 《噢不!》 – 3:02
B. 《噢不!》 (Active Child 再編曲)

## 製作人員
資料來自《傳家珠寶》內頁。
- 瑪琳娜鑽石 – 主唱、作詞
- 丹‧古利諾 – 貝斯吉他
- 格萊格·科爾斯汀 – 吉他、鍵盤樂、混音、製作、編程、作詞
- 馬特·馬特蘭 – 封面設計
- 藍坎– 形象畫設計
- 喬‧宵尼 – 編曲、鋼琴樂
- 戴維‧特納 – 母帶製作

## 排行
| 排行榜 (2010)     | 榜位 |
| ----------------- | ---- |
| 英國專輯榜（OCC） | 38   |